# Grün-weiße Liebe
Grün-weiße Liebe ist ein Lied des deutschen Musikers Jan Delay aus dem Jahr 2018. Die Ballade ist eine Ode an den Fußballverein Werder Bremen. Delay hat sie in Absprache mit Fans des Vereins komponiert. Er ist selbst seit Jahren bekennender Fan und CSR-Botschafter der Aktion Lebenslang tolerant des Vereins. Die Single wurde zum Start der Bundesligasaison 2018/19 am 24. August 2018 veröffentlicht. Das Lied ist auch auf der Kompilation Lauter Werder (2019) enthalten.